# 中河内雅貴
中河内 雅貴（なかがうち まさたか、1985年8月23日- ）は、日本の俳優。広島県広島市西区出身。血液型O型。身長174cm。所属事務所はカオス・パフォーマーズオフィス。

## 略歴
- 中学3年生の頃、ダンス未経験者向けのワークショップに参加[4][5]。その時の講師の元に通うため、入学した広島の高校を４月で辞めて、単身で長野へ[4][5]。ダンス、通信制高校での勉学、アルバイトの日々を送る[4][5]。
- 2002年、長野びんずるDANCEコンテスト優勝。翌2003年の同コンテスト優勝。
- 2004年、ニューヨークにダンス留学。長野びんずるDANCEコンテスト準優勝。第17回「ジュノン・スーパーボーイ・コンテスト」で最終選考会まで残る。
- 2005年には、Loftクラブダンスコンテスト特別賞を受賞。また、ダンス講師も行う。

## 人物
- 特技は料理・マッサージ・ダンス[1][2]・クラシックバレエ[1][2]・書道（毛筆7段）[1][2]・鮨にぎり[1][2]。
- 趣味はお香・ギター・サッカー[1][2]・卓球[1][2]・ボウリング[1][2]・チャンゴ演奏[2]。
- 好きな色は青。
- 好きなキャラクターはドナルドダック。
- 中学時代は卓球部に所属。
- 古川雄大とは、長野にいる頃からの先輩・後輩である。同じダンススクールに通っていた[6][7]。
- 2016年9月3日、元宝塚歌劇団月組トップ娘役・蒼乃夕妃と結婚することを発表[3]。

## 作品

### シングル
- START / Sun will shine away（マーベラスエンターテイメント、2008年6月4日）
- Your Story / あの空へ（マーベラスエンターテイメント、2008年10月1日）
- NICE TO WALK ON MY WAY 中河内雅貴×古川雄大（2008年12月24日）
- 君は僕の太陽（マーベラスエンターテイメント、2009年9月9日）
- 走り出す時（マーベラスエンターテイメント、2009年11月6日）

### アルバム
- ミュージカル『テニスの王子様』ベストアクターズシリーズ008（インデックスミュージック、2007年7月25日） - 仁王雅治 役
- Stand Up!（マーベラスエンターテイメント、2008年2月13日）
- Cheers!!（マーベラスエンターテイメント、2009年3月4日）
- Hi JUMP（マーベラスエンターテイメント、2010年3月3日）
- INDEX（マーベラスエンターテイメント、2010年12月8日）
- 10TH ANNIVERSARY（JTBコミュニケーションズ、2015年8月23日）[8]

### 映像作品
- ライブ
  - Masataka Nakagauchi 1st LIVE Stand Up!!!（2008年9月3日）
  - Masataka Nakagauchi Live Tour 『Cheers!!!』（2009年8月5日）
  - Masataka Nakagauchi Live Tour 『Hi JUMP』（2011年4月6日）
- 僕たちの地球ロード
  - 中河内雅貴×菊地創 僕たちの地球ロードin HAWAII（2011年1月28日）
  - 中河内雅貴×馬場徹 僕たちの地球ロード in ITALIA（2012年7月20日）
  - 中河内雅貴×良知真次 僕たちの地球ロード in USA 西海岸（2013年9月27日）[9]
- Making of “Spinning BOX” 34Days（2012年2月22日）

## 出演

### 舞台
- 円仁（2002年）
- ダンス公演『レインボウファンタジー』（2002年、長野市民会館）
- セガワバレエアカデミー公演ヘンゼルとグレーテル（2003年） - ヘンゼル役
- 黒蜥蜴（2003年）
- ダンス公演『レインボウファンタジー』（2004年、サンビーム柳井） - 青色の王子 役
- 葉っぱのフレディ〜いのちの旅〜（2006年） - マーク 役
- 世界劇『黄金の刻』（2006年、日本武道館） - D-Spirit 役
- ミュージカル『テニスの王子様』 - 仁王雅治 役
  - Absolute King 立海 feat.六角〜First Service（2006年12月 - 2007年1月）
  - Dream Live 4th（2007年3月 - 5月）
  - Absolute King 立海 feat.六角〜Second Service（2007年8月 - 2007年9月）
  - The Progressive Match 比嘉 feat.立海（2007年12月 - 2008年2月）
  - Dream Live 5th（2008年5月）
  - The Final Match 立海 First feat. 四天宝寺（2009年7月 - 10月）
  - The Final Match 立海 Second feat. The Rivals（2009年12月 - 2010年3月）
  - Dream Live 7th（2010年5月）
- PIPPIN（2007年10月4日 - 14日、天王洲 銀河劇場）
  - 再演（2008年7月6日 - 16日、天王洲 銀河劇場）[10]
- リンゴの木の下で〜昭和21年のジャズ（2008年3月21日 - 26日、新国立劇場） - 田辺雄二 役
- 博士と太郎の異常な愛情（2008年9月26日 - 10月5日、東京芸術劇場） - 五十嵐ミノル 役
- SAMURAI 7 - キュウゾウ 役
  - 2008（2008年11月14日 - 24日、新宿コマ劇場）
  - 2012（2012年4月1日 - 8日、青山劇場）[11]
- MSN We舞台『夢をかなえるゾウ』（2008年12月16日 - 26日、品川プリンスホテル ステラボール） - 俊介 役
- ALTAR BOYZ - マーク 役
  - ALTAR BOYZ（2009年2月9日 - 26日、新宿FACE 他）
  - ALTAR BOYZ〜Red〜（2010年11月16日 - 12月11日、新宿FACE 他）
  - ALTAR BOYZ（2014年11月24日 - 12月14日、新宿FACE 他）[12]
  - ALTAR BOYZ（2017年2月6日 - 26日、新宿FACE 他）[13]
  - ALTAR BOYZ LEGACY × GOLD 合同公演（2017年2月24日 - 26日、品川プリンスホテル ステラボール）
  - ALTAR BOYZ 2019（2019年3月 - 4月、新宿FACE）[14]
  - ALTAR BOYZ（2021年4月、新宿FACE）[15]
- ミュージカル『シラノ』（2009年5月9日 - 6月10日、日生劇場 他） - クリスチャン 役
- 『DANCE SYMPHONY』2010-LOVE－（2010年1月、東京芸術劇場）
- 朗読劇『私の頭の中の消しゴム』（2010年5月26日 - 6月6日、ル・テアトル銀座） - 浩介 役
- まさかのChange?!（2010年7月3日 - 20日、シアタークリエ 他） - 安田雅弘 役
- タンブリング（2010年9月9日 - 10月4日、赤坂ACTシアター 他） - 土井亮 役
- 舞台『銀河英雄伝説』第一章 銀河帝国編（2011年1月7日 - 16日、青山劇場） - ウォルフガング・ミッターマイヤー 役
  - 外伝 ミッターマイヤー・ロイエンタール編（2011年6月22日 - 26日、サンシャイン劇場）
- バグズグバリュー 〜BURSTING MOMENTS〜（2011年3月2日 - 11日、天王洲 銀河劇場 他）
- ハイブリッド・アミューズメント・ショウbpm『池田屋チェックイン』（2011年9月14日 - 18日、天王洲 銀河劇場） - 坂本龍馬 役
- BOYZ BALLET FANTASY 2011〜Loving SWAN LAKE（2011年10月26日 - 30日、天王洲 銀河劇場） - アダム 役
- ロコへのバラード（2011年11月17日 - 12月15日、東京グローブ座 他） - ミゲル 役
- ミュージカル ボニー&クライド（2012年1月8日 - 29日、青山劇場 他） - テッド 役[16]
- 朗読劇『私の頭の中の消しゴム 4th letter』（2012年5月2日 - 7日、天王洲 銀河劇場） - 浩介 役
- Hysteric・D・Band vol.2『神様の観覧車』（2012年6月6日 - 17日、青山円形劇場） - 夏樹三太 役
- CLUB SEVEN
  - 8th stage!（2012年8月12日 - 9月5日、シアタークリエ 他）[17]
  - 9th stage!（2013年12月1日 - 27日、シアタークリエ 他）[18]
  - 10th stage!（2015年4月2日 - 27日、シアタークリエ 他）[19]
  - 20th Anniversary（2023年2月、シアタークリエ 他）[20]
- 4STRIKE（2012年10月10日 - 24日、新宿FACE 他） - TAKASHI 役  ※作品の企画・原案も手がけている[21]。
- TPT 地獄のオルフェウス（2012年12月7日 - 20日、東京芸術劇場） - ヴァル・セイヴィア 役[22]
- ダンスシンフォニー2013 -Beautiful-（2013年3月27日 - 4月4日、東京芸術劇場 他）
- ミュージカル黒執事 The Most Beautiful DEATH in The World 千の魂と堕ちた死神（2013年5月17日 - 6月9日、赤坂ACTシアター 他） - アラン・ハンフリーズ 役[23]
- 宝塚BOYS（2013年7月23日 - 9月15日、シアタークリエ 他） - 星野丈治 役[24][25]
- 飛龍伝21〜殺戮の秋（2013年10月5日 - 20日、青山劇場） - 桂木純一郎 役[26]
- ザ・ビューティフル・ゲーム（英語版）（2014年1月31日 - 2月11日、新国立劇場） - トーマス・マロイ 役[27]
- イン・ザ・ハイツ（英語版）（2014年4月4日 - 20日、シアターコクーン 他） - ソニー 役[28]
- VAMP〜魔性のダンサー ローラ・モンテス〜（2014年8月24日 - 9月8日、EX THEATER ROPPONGI） - アレクサンドル・デュジャリエ 役[29]
- 虹のプレリュード（2014年10月2日 - 5日、天王洲 銀河劇場） - ヨーゼフ 役[30]
- 道化の瞳（2014年10月5日 - 11月3日、シアタークリエ 他） - 鈴木淳/カール 役 ※2014年10月15日から坂元健児の代役[31]
- スコット&ゼルダ（英語版）（2015年10月17日 - 11月8日、天王洲 銀河劇場 他） - スローカム 役　他[32]
- ドッグファイト（英語版） - ボーランド 役
  - 2015（2015年12月11日 - 2016年1月8日、シアタークリエ 他） [33]
  - 2017（2017年12月18日 - 2018年1月6日、シアタークリエ 他）
- GEM CLUB（2016年3月19日 - 4月11日、シアタークリエ 他）[34]
  - GEM CLUBⅡ（2018年3月16日 - 4月5日、シアター1010 / シアタークリエ 他）[35]
- リーディング『ヴェニスに死す』（2016年5月3日 - 5日、新宿文化センター） - 若き日のアッシェンバッハ＝トオマス・マン 役
- ジャージー・ボーイズ - トミー・デヴィート 役
  - ジャージー・ボーイズ（2016年6月29日 - 7月31日、シアタークリエ）[36]
  - ジャージー・ボーイズコンサート（2018年5月12日・13日、東急シアターオーブ）
  - ジャージー・ボーイズ（2018年9月7日 - 11月11日、シアタークリエ 他）[37]
- 喜びの歌（2016年8月24日 - 28日、DDD AOYAMA CROSS THEATER）[38]
- サラ・ベルナール（2016年10月6日 - 14日、兵庫県立芸術文化センター/シアター1010） - ダマラ 役
- クロスハート（2016年12月9日 - 2017年1月8日、Zeppブルーシアター六本木 他） - エルネスト / 榎本駿 役 [39]
- Bugs Under Groove 15th anniversary show 『男祭り!!』（2017年4月12日 - 16日、銀座博品館劇場）
- ミュージカル『ビリー・エリオット～リトル・ダンサー～』 - トニー 役
  - 2017（2017年7月20日 - 11月3日、赤坂ACTシアター/梅田芸術劇場）[40]
  - 2020（2020年9月 - 11月[41]、赤坂ACTシアター/梅田芸術劇場）[42]
- シアタークリエ10周年記念公演『TENTH』（2018年1月8日 - 1月11日、シアタークリエ）[43]
- ミュージカル『薄桜鬼』 - 風間千景 役
- ミュージカル『薄桜鬼 志譚』土方歳三編（2018年4月21日 - 5月1日、新神戸オリエンタル劇場 / 明治座）[44]
  - ミュージカル『薄桜鬼 志譚』風間千景編（2019年4月5日 - 4月21日、日本青年館ホール / 京都劇場）[45]
  - ミュージカル『薄桜鬼』HAKU-MYU LIVE 3（2022年10月 - 11月、Zepp Namba 他）[46][47]
- 舞台『刀剣乱舞』悲伝 結いの目の不如帰（） （2018年6月2日 - 7月29日、明治座 他） - 足利義輝 役[48]
  - 七周年感謝祭-夢語刀宴會（）-（2023年8月4日 - 6日、幕張メッセ 幕張イベントホール） - 映像出演[49]
- 彩の国シェイクスピアシリーズ第34弾『ヘンリー五世』（2019年2月8日 - ３月11日、彩の国さいたま芸術劇場 大ホール 他） - ピストル 役[50]
- ミュージカル『ウエスト・サイド・ストーリー』Season1（2019年11月 - 2020年1月、IHIステージアラウンド東京）- ベルナルド 役[51]
- ミュージカル『モダン・ミリー』- ジミー・スミス 役
  - 2020年（2020年4月14日 - 4月26日[52]、シアタークリエ）[53]
  - 2022年（2022年9月 - 10月、シアタークリエ 他）[54]
- 舞台『幽☆遊☆白書』其の弐（2020年12月、品川プリンスホテル ステラボール/COOL JAPAN PARK OSAKA WWホール/京都劇場） - 戸愚呂兄 役[55]
- アリージャンス～忠誠～（2021年3月 - 4月）フランキー・スズキ 役[56]
- ミュージカル『テニスの王子様』4thシーズン（2021年）越前南次郎 役[57]
  - お披露目会（2021年5月、品川プリンスホテル ステラボール）[58][59]
  - 青学vs不動峰（2021年7月 - 8月、TOKYO DOME CITY HALL 他）[60][61]
- 『五番目のサリー』～The Fifth Sally～（2021年10月、よみうり大手町ホール） - ジンクス / マーフィ 役 他[62][63]
- 『終末のワルキューレ』～The STAGE of Ragnarok～（2021年11月27日 - 12月5日、こくみん共済coopホール/スペース・ゼロ） - 佐々木小次郎 役[64]
- ピアフ（英語版）（2022年2月 - 4月、シアタークリエ 他） - マルセル・セルダン 役 [65]
- 音楽劇『クラウディア』（2022年7月、東京建物 Brillia HALL 他） - ヤン 役[66][67]
- ムーラン・ルージュ！ザ・ミュージカル - サンティアゴ 役
  - 2023年（2023年夏、帝国劇場）[68][69]
  - 2024年（2024年6月20日 - 8月7日、帝国劇場 / 9月14日 - 28日、梅田芸術劇場 メインホール）[70]
- ロジャース / ハート（2023年9月 - 10月、よみうりホール 他）[71]
- ミュージカル『イザボー』（2024年1月 - 2月、東京建物 Brillia HALL 他） - ブルゴーニュ公ジャン 役[72][73]
- Homecoming Party『START』（2024年3月24日、品川プリンスホテル クラブeX）[74]
- ミュージカル『next to normal』（2024年12月 - 2025年1月、シアタークリエ 他） - ドクター・マッデン 役[75]
- ミュージカル『アメリカン・サイコ』（2025年3月30日 - 4月30、新国立劇場 中劇場 他） - ティム・プライス 役[76]
- LOVE LOVE de SHOW 2025（2025年6月5日 - 12日、I'M A SHOW）[77]
- 『Dancing☆Starプリキュア』The Stage3（2025年12月5日 - 14日〈予定〉、天王洲 銀河劇場 / 12月19日 - 21日〈予定〉、COOL JAPAN PARK OSAKA TTホール） - クラウン 役[78][79]
- ミュージカル『新テニスの王子様』The Fifth Stage（2025年10月3日 - 11月16日〈予定〉、Kanadevia Hall 他） - 越前南次郎 役[80]

### ラジオドラマ
- 青春アドベンチャー『1848』（2021年）[81]

### ライブ
- MASATAKA NAKAGAUCHI 1st LIVE 『Stand Up!!!』（2007年6月21日）
- PATi★Night Episode03（2009年3月21日）
- Masataka Nakagauchi Live Tour 『Cheers!!!』（2009年3月19日 - 29日）
- KAOS PRESENTS「THE SHOW CASE vol.1 7 Boys sing Standard songs」（2009年5月18日）
- KAOS PRESENTS「THE SHOW CASE vol.2〜Boys ROCK your heart〜」（2009年10月17日・18日）
- Masataka Nakagauchi Live Tour 『Hi JUMP"』（2010年9月28日 - 10月22日）
- 15th Anniversary MMV LIVE（2011年9月10日）
- MASATAKA NAKAGAUCHI Acoustic Live Tour 2013 〜Song for you〜（2013年10月25日 - 11月2日）
- 久しぶりにやるぜっ!! ANNIVERSARY LIVE（2015年9月6日）[82]

### ショー・イベント
- 東京會舘ミュージカルサロン（東京會舘本舘） 
  - Vol.25 東山義久&中河内雅貴（2010年7月4日）
  - 東京會館創業90周年記念 ミュージカルサロン 東山義久&中河内雅貴（2012年4月28日）
- Live Performance Show "Spinning BOX"（2011年7月29日 - 31日、横浜BLITZ）
  - SPINNING CHANNEL（2014年5月27日 - 6月1日、DDD AOYAMA CROSS THEATER）[83]
  - SPINNING CHANNEL DVD発売記念イベント（2014年10月11日、ワテラスコモンホール）
- ブロードウェイ・ミュージカルライブ
  - 2012（2012年5月11日 - 13日、新国立劇場）
  - 2015（2015年8月28日 - 30日、新国立劇場）
  - concept version vol.1 トニー賞vsアカデミー賞（2016年6月14・15日、EX THEATER ROPPONGI）
- 中河内雅貴ワンマンショー 〜ある男に関するレシピ集〜（2012年7月12日 - 29日、CBGKシブゲキ!!）[84]
- Theatrical Concert『ビニール・ドーナッツ』（2014年6月26日 - 29日、博品館劇場）[85]
- バグズグバリュー -やっぱり?BUGs de SHOW !!!-（2015年6月25日 - 7月1日、銀座博品館劇場 他）[86]
- シアトリカルコンサート 『We are ウォンテッド! 〜俺たちを捕まえろ〜』（2015年7月17日 - 20日、よみうり大手町ホール）[87]
- Nostalgic Wonderland♪ ～song & dance show～（2018年2月16日 - 18日、恵比寿ザ・ガーデンホール）[88]
- Summer Night's Dream（2019年8月27・28日、明治座）[89]
- The Gentlemen's（2024年10月9日 - 11日、I'M A SHOW）[90]

### テレビドラマ
- 美容少年★セレブリティ（2007年10月 - 12月、テレビ東京） - 涼 役[91]
- Wild Strawberry（2008年4月 - 8月、CSテレ朝チャンネル） - ハヤト 役
- タンブリング 第8・9話（2010年6月5日・12日、TBS） - 町田 役
- ドラマティックジャーニー 『中河内雅貴 スコータイの躍動』（2010年8月21日、朝日放送） - 裕樹 役
- クリスタル（2011年6月18日 - 7月9日、千葉テレビ） - 内海太一 役
- Fallen Angel（2012年1月 - 3月、BS朝日） - 近藤 役[92]
- 表参道高校合唱部! 第2・4話（2015年7 - 9月、TBS） - 小山田周二 役[93]
- ひみつ×戦士 ファントミラージュ！ 第5話（2019年5月5日、テレビ東京） - 割引安雄 役[94]
- 首領 第1話（2020年2月、CSV☆パラダイス）[95]

### テレビ番組
- 明石家さんちゃんねる（2008年7月23日、TBS）
- プレミアの巣窟 （2009年4月21日、フジテレビ）
- ダウンタウンDX クリスマススペシャル（2009年12月24日、読売テレビ）
- Fallen Angel 第1話放送直前スペシャル インターミッション「大入エンタTV」（2012年1月15日、BS朝日）
- 俺旅。シーズン2（2016年、CSホームドラマチャンネル）[96]

### 映画
- 2STEPS!（2009年1月10日公開） - 主演 斑鳩隼人 役[97]
- 死ガ二人ヲワカツマデ… 第1章「色ノナイ青」（2012年9月1日公開） - 黒騎役
- 王様とボク（2012年9月22日公開） - キエの兄・ジュン 役[98]
- アルカナ（2013年10月19日公開） - 村上謙省 役[99]
- しあわせのマスカット（2021年5月14日公開） - 屋敷達也 役[100]

## 書籍

### 写真集
- MEN'S Photo book 『Half moon』（2007年7月18日発売、ポニーキャニオン）ISBN 978-4-594-05370-3
- Zodiac（2009年8月23日発売）
- MEGA crescendo（2009年9月28日発売）
- 30STONES（2016年2月10日発売、撮影：江隈麗志）[101]